# Moritz von Beckerath

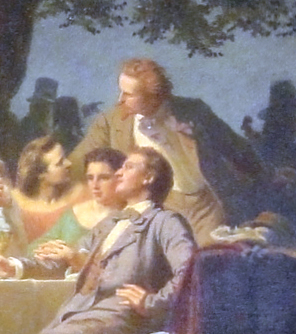
Moritz von Beckerath und seine Schwester Hedwig auf dem Gemälde Sommernacht am Rhein von Christian Eduard Boettcher

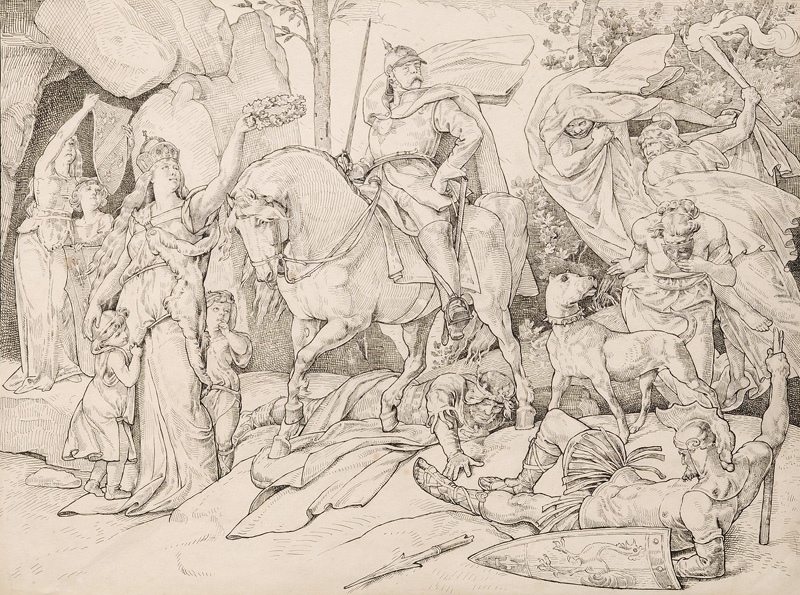
Moritz von Beckerath: Apotheose Bismarcks

Moritz von Beckerath (* 2. Mai 1838 in Krefeld; † 17. September 1896 in München) war ein deutscher Maler der Düsseldorfer Schule.

## Leben
Moritz von Beckerath war ein Sohn von Wilhelm von Beckerath (1800–1865) und dessen Ehefrau Amalie, geb. Wolff (1802–1863). Er studierte ab 1854 an der Kunstakademie Düsseldorf bei Carl Ferdinand Sohn, Heinrich Mücke und Christian Köhler sowie vermutlich privat bei Eduard Bendemann, Joseph Kehren und Emanuel Leutze. 1859 ging er nach München und war dort kurz bei Moritz von Schwind und dann selbständig tätig. 1863 kehrte er nach Düsseldorf zurück; 1864/65 und 1886/87 weilte er in Rom. Dort war er Mitglied des Deutschen Künstlervereins. Er malte bevorzugt dramatische Situationen aus der Geschichte des Mittelalters (u. a. Alarichs Bestattung im Flussbett des Busento). Mit Karl Andreä beteiligte er sich von 1882 bis 1891 an den Fresken des umgebauten Doms St. Peter zu Pécs (Fünfkirchen) mit Szenen aus dem Alten Testament und aus dem Leben des Hl. Paulus. 1865 stellte er in Düsseldorf fünf Zeichnungen aus, im folgenden Jahr zwei Kartons zu Gemälden. 1867 folgte Napoleons Flucht aus Moskau (1866). Dem Künstlerverein Malkasten in Düsseldorf gehörte er 1859 bis 1861 sowie 1866/67 bis 1875 an. Er ist verwandt mit dem Maler Willy von Beckerath sowie mit der Malerin Helene von Beckerath. Zusammen mit seiner Schwester Hedwig erscheint er auf dem Gemälde Sommernacht am Rhein von Christian Eduard Boettcher.

## Werke
Gemälde
- Wittekind ruft die Sachsen zum Kampf auf (1873), Krefeld, Kaiser-Wilhelm-Museum
- Alarichs Bestattung im Busento (um 1870), München, Schack-Galerie
- Schlafender Zecher (Kunsthandel)

Illustrationen
- In: Gustav Wendt: Balladenkranz: aus deutschen Dichtern gesammelt. Grote, Berlin 1866 (urn:nbn:de:hbz:061:2-1665 Digitalisierte Ausgabe der Universitäts- und Landesbibliothek Düsseldorf).
- In: Düsseldorfer Bilder-Mappe : Original-Zeichnungen. Grote, Berlin 1866 (urn:nbn:de:hbz:061:2-1138 Digitalisierte Ausgabe der Universitäts- und Landesbibliothek Düsseldorf).
- Ach wenn mir's nur gruselte und König Drosselbart. In: Deutsche Bilderbogen für Jung und Alt. Gustav Weise, Stuttgart, um 1873.
- Von einem der auszog, das Fürchten zu lernen. In: Münchener Bilderbogen. Braun & Schneider, München (Jahr unbekannt).